# Chêne-en-Semine
Chêne-en-Semine  là một xã trong tỉnh Haute-Savoie thuộc vùng Auvergne-Rhône-Alpes đông nam Pháp.